# Station Montaut - Bétharram
Station Montaut - Bétharram is een spoorweghalte in de Franse gemeente  Montaut.